# 19370 Yukyung
19370 Yukyung è un asteroide della fascia principale. Scoperto nel 1997, presenta un'orbita caratterizzata da un semiasse maggiore pari a 2,6509723 UA e da un'eccentricità di 0,1644336, inclinata di 15,43376° rispetto all'eclittica.